# Porfiriusz (Uspienski)
Porfiriusz Uspienski (ur. 1804, zm. 1885) – biskup czehryński w rosyjskim Kościele Prawosławnym, historyk, biblista, archeolog, bizantynista.

## Życiorys

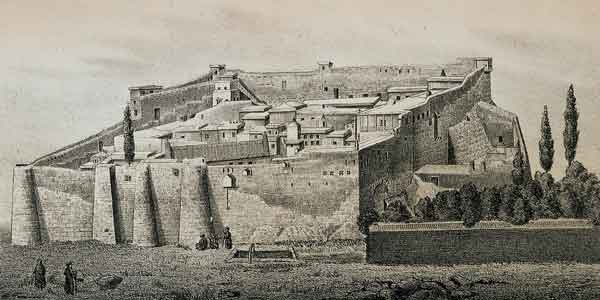
Litografia Klasztoru św. Katarzyny wykonana w oparciu o szkic archimandrity Porfirego Uspienskiego (1857)

Urodził się jako Konstantin Aleksandrowicz Uspienski (ros. Константин Александрович Успенский). W 1829 ukończył Petersburską Akademię Duchowną, wstępując do klasztoru otrzymał imię Porfiriusz. W 1834 roku został archimandrytą.
Był pierwszym rektorem seminarium duchownego w Odessie. Specjalizował się w historii wczesnego chrześcijaństwa.
W 1842 roku zorganizował i sam wziął w niej udział, pierwszą rosyjską misję do Jerozolimy, dla poznania potrzeb prawosławia. Z Jerozolimy, w roku 1845, udał się w celach naukowych na Athos i Synaj. Na Synaju widział Kodeks Synajski, wraz z kartami których Tischendorf nie widział. Podczas wizyty w klasztorze Mar Saba, zabrał kodeks — wraz z wielu innymi rękopisami — nazwany później od jego nazwiska Ewangeliami Uspienskiego. Jest to najstarszy posiadający datę rękopis Nowego Testamentu. Jest to też najstarszy znany nam kodeks minuskułowy Nowego Testamentu. Sprowadził też, nazwany od jego imienia Codex Porphyrianus, Kodeks 080, 087 i inne rękopisy.
W 1869 roku otrzymał doktorat z greckiej filozofii.

## Dzieła
- Путешествие по Египту и в монастыри Святого Антония Великого и Преподобного Павла Фивейского, в 1850 году. Petersburg, 1856.
- Восток христианский: Египет и Синай, Petersburg 1857.
- Восток христианский: Египет и Синай, Petersburg 1857.
- Мнение о синайской Библии, 1862. (O kodeksie Synajskim — polemika z Tischendorfem).
- Восток христианский. Абиссиния, в: "Труды Киевской Академии", 1866.
- История Афона, (Труды К. Д. А., 1871, кн. 8).
- Второе путешествие в афонские монастыри, Moskwa, 1880).
- Дионисий Ареопагит и его творения, в: "Чтения Московского Общества Любителей Духовного Просвещения", 1885.